# Distrito de Rawalpindi
El Distrito de Rawalpindi es uno de los 35 distritos en el que se divide la provincia de Panyab en Pakistán.

## Subdivisiones
El Distrito se divide en 6 tehsils:
- Gujar Khan
- Kahuta
- Kallar Syedan
- Kotli Sattian
- Murree
- Rawalpindi
- Taxila

División administrativa del distrito de Rawalpindi.

Kallar Syedan se convirtió en el séptimo tehsil del distrito de Rawalpindi el 1 de julio de 2007; antes de esta fecha, formaba parte de Kahuta.